# Honkamäki
Honkamäki är en kulle i Finland. Den ligger i Kuopio i landskapet Norra Savolax, i den centrala delen av landet, 300 km norr om huvudstaden Helsingfors. Toppen på Honkamäki är 207 meter över havet, eller 76 meter över den omgivande terrängen. Bredden vid basen är 3,1 km.
Terrängen runt Honkamäki är huvudsakligen platt. Runt Honkamäki är det mycket glesbefolkat, med 6 invånare per kvadratkilometer. Närmaste större samhälle är Karttula, 10,7 km sydväst om Honkamäki. I omgivningarna runt Honkamäki växer i huvudsak blandskog.